# Symmorphus captivus
Symmorphus captivus är en stekelart som först beskrevs av Smith 1873.  Symmorphus captivus ingår i släktet vedgetingar, och familjen Eumenidae. Inga underarter finns listade i Catalogue of Life.